# Psammophis leithii
Espèce
Psammophis leithii est une espèce de serpents de la famille des Lamprophiidae. 

## Répartition
Cette espèce se rencontre :
- au Pakistan ;
- en Afghanistan ;
- en Inde dans les États du Gujarat, du Rajasthan, d'Uttar Pradesh, du Penjab, du Jammu-et-Cachemire et du Maharashtra.

## Étymologie
Cette espèce est nommée en l'honneur d'Andrew H. Leith.

## Publication originale
- Günther, 1869 : Report on two collections of Indian reptiles. Proceedings of the Zoological Society of London, vol. 1869, p. 500-507 (texte intégral).